# Brujo (álbum)
Brujo es un álbum de la banda estadounidense de country rock New Riders of the Purple Sage, grabado en 1974 y publicado ese mismo año por el sello discográfico Columbia Records. Es su quinto álbum de estudio y el sexto álbum de su discografía. Brujo fue el primer álbum de este grupo interpretado por Skip Battin, que reemplazó a Dave Torbert como el nuevo bajista cuando éste dejó la banda para unirse al grupo de rock Kingfish. Su single "You Angel you" / "Parson Brown" se lanzó simultáneamente con este álbum. En 2004, la discográfica BGO Records publicó un CD que combinaba Brujo con su álbum anterior Home, Home on the Road. 

## Listado de temas
1. "Old Man Noll" (John Dawson) 2:44
2. "Ashes of Love" (Jack Anglin, Johnnie Wright) 2:14
3. "You Angel You" (Bob Dylan) 2:43
4. "Instant Armadillo Blues" (Dawson) 2:52
5. "Workingman's Woman" (Troy Seals,  Jennings, Don Goodman) 2:44
6. "On the Amazon" (Skip Battin, Kim Fowley) 3:34
7. "Big Wheels" (Battin, Fowley) 3:00
8. "Singing Cowboy" (Battin, Fowley) 3:57
9. "Crooked Judge" (Robert Hunter, David Nelson) 2:59
10. "Parson Brown" (Dawson) 3:06
11. "Neon Rose" (Battin, Fowley) 4:24

## Componentes

### New Riders of the Purple Sage
- John Dawson - guitarra, vocalista.
- David Nelson - guitarra, mandolina, vocalista.
- Spencer Dryden - batería, vocalista.
- Skip Battin - Bajo, vocalista.
- Buddy Jaula - steel guitar.

### Músicos invitados
- Neil Larson - teclados.
- Mark Naftalin - teclados.
- Ed Freeman - mellotron.
- Dan Patiris - corno inglés.
- Armando Peraza - bongos.

### Producción
- Productor: Ed Freeman.
- Ingeniero de grabación: Bob Edwards/Kurt Kinzel.
- Dirección de arte: n/un.
- Fotografía: Urve Kuusik.
- Artes finales: Gage Taylor.